# Paonias occidentalis
Paonias occidentalis är en fjärilsart som beskrevs av Clark 1916. Paonias occidentalis ingår i släktet Paonias och familjen svärmare. Inga underarter finns listade i Catalogue of Life.